# Dieter Gieseler
Dieter Gieseler (Münster, 10 gennaio 1941 – 8 febbraio 2008) è stato un pistard tedesco.

## Palmarès

### Olimpiadi
- 1 medaglia:
  - 1 argento (Roma 1960 nel cronometro 1000 metri[1])